# Kazuhiro Takao
Kazuhiro Takao (高尾和弘?, Takao Kazuhiro; Osaka, 19 maggio 1968) è un pilota motociclistico giapponese, ritiratosi dall'attività agonistica.

## Carriera
Le sue presenze nelle competizioni del motomondiale sono limitate a quelle ottenute grazie a wild card per partecipare ad alcune edizioni del Gran Premio motociclistico del Giappone.
L'esordio risale all'edizione del 1996, nella classe 125 con una Honda. Corre anche quello del 1997 e quello del 1998 sempre senza cambiare né classe né motocicletta; in queste ultime due occasioni giunge al traguardo tra i primi quindici, conquistando punti iridati che lo portano a classificarsi rispettivamente al 24º e al trentesimo posto a fine stagione.

## Risultati nel motomondiale
| 1996 | Classe | Moto  |  |  |     |  |  |  |  |  |  |  |  |  |  |  |  | Punti | Pos. |
| ---- | ------ | ----- |  |  | --- |  |  |  |  |  |  |  |  |  |  |  |  | ----- | ---- |
| 1996 | 125    | Honda |  |  | Rit |  |  |  |  |  |  |  |  |  |  |  |  | 0     |      |

| 1997 | Classe | Moto  |  |   |  |  |  |  |  |  |  |  |  |  |  |  |  | Punti | Pos. |
| ---- | ------ | ----- |  | - |  |  |  |  |  |  |  |  |  |  |  |  |  | ----- | ---- |
| 1997 | 125    | Honda |  | 8 |  |  |  |  |  |  |  |  |  |  |  |  |  | 8     | 24º  |

| 1998 | Classe | Moto  |    |  |  |  |  |  |  |  |  |  |  |  |  |  |  | Punti | Pos. |
| ---- | ------ | ----- | -- |  |  |  |  |  |  |  |  |  |  |  |  |  |  | ----- | ---- |
| 1998 | 125    | Honda | 14 |  |  |  |  |  |  |  |  |  |  |  |  |  |  | 2     | 30º  |

| Legenda | 1º posto        | 2º posto            | 3º posto            | A punti      | Senza punti        | Grassetto – Pole position Corsivo – Giro più veloce |
| Legenda | Gara non valida | Non qual./Non part. | Ritirato/Non class. | Squalificato | '-' Dato non disp. | Grassetto – Pole position Corsivo – Giro più veloce |